# Torneo Rio-San Paolo 1954
Il Torneo Rio-San Paolo 1954 (ufficialmente in portoghese Torneio Rio-São Paulo 1954) è stato la 7ª edizione del Torneo Rio-San Paolo.

## Formula
Le 10 squadre partecipanti si affrontano in partite di sola andata. Vince il torneo la squadra che totalizza più punti.

## Partecipanti
| Squadra       | Città          | Stato          |
| ------------- | -------------- | -------------- |
| America-RJ    | Rio de Janeiro | Rio de Janeiro |
| Botafogo      | Rio de Janeiro | Rio de Janeiro |
| Corinthians   | San Paolo      | San Paolo      |
| Flamengo      | Rio de Janeiro | Rio de Janeiro |
| Fluminense    | Rio de Janeiro | Rio de Janeiro |
| Palmeiras     | San Paolo      | San Paolo      |
| Portuguesa    | San Paolo      | San Paolo      |
| San Paolo     | San Paolo      | San Paolo      |
| Santos        | Santos         | San Paolo      |
| Vasco da Gama | Rio de Janeiro | Rio de Janeiro |

## Risultati
| Casa/Trasferta | AME | BOT | COR | FLA | FLU | PAL | POR | SPA | SAN | VAS |
| -------------- | --- | --- | --- | --- | --- | --- | --- | --- | --- | --- |
| America-RJ     |     | 3-1 |     |     |     | 2-3 |     |     | 2-1 | 2-1 |
| Botafogo       |     |     | 1-2 | 2-1 |     |     |     | 5-1 | 2-3 |     |
| Corinthians    | 4-3 |     |     |     |     | 1-0 | 3-2 |     |     | 4-1 |
| Flamengo       | 1-0 |     | 1-2 |     |     | 0-2 |     |     |     | 4-1 |
| Fluminense     | 4-3 | 4-0 | 0-1 | 1-0 |     | 2-0 | 4-1 |     |     |     |
| Palmeiras      |     | 2-2 |     |     |     |     | 2-0 | 1-0 | 4-3 | 1-1 |
| Portuguesa     | 4-1 | 3-1 |     | 2-3 |     |     |     |     | 3-0 |     |
| San Paolo      | 3-2 |     | 1-0 | 0-0 | 1-1 |     | 2-0 |     | 2-1 |     |
| Santos         |     |     | 2-0 | 4-0 | 1-2 |     |     |     |     |     |
| Vasco da Gama  |     | 5-3 |     |     | 1-0 |     | 3-2 | 1-0 | 0-1 |     |

## Classifica
| Pos. | Squadra       | Pt | G | V | N | P | GF | GS | DR  |
| ---- | ------------- | -- | - | - | - | - | -- | -- | --- |
| 1.   | Corinthians   | 14 | 9 | 7 | 0 | 2 | 17 | 11 | +6  |
| 2.   | Fluminense    | 13 | 9 | 3 | 1 | 2 | 18 | 8  | +10 |
| 3.   | Palmeiras     | 12 | 9 | 5 | 2 | 2 | 15 | 11 | +4  |
| 4.   | San Paolo     | 10 | 9 | 4 | 2 | 3 | 10 | 11 | -1  |
| 5.   | Vasco da Gama | 9  | 9 | 4 | 1 | 4 | 14 | 17 | -3  |
| 6.   | Santos        | 8  | 9 | 4 | 0 | 5 | 16 | 15 | +1  |
| 7.   | Flamengo      | 7  | 9 | 3 | 1 | 5 | 10 | 14 | -4  |
| 8.   | Portuguesa    | 6  | 9 | 3 | 0 | 6 | 17 | 19 | -2  |
| 8.   | America-RJ    | 6  | 9 | 3 | 0 | 6 | 18 | 22 | -4  |
| 10.  | Botafogo      | 5  | 9 | 2 | 1 | 6 | 17 | 24 | -7  |

## Classifica marcatori
| Gol |  |  | Giocatore      | Squadra     |
| --- |  |  | -------------- | ----------- |
| 7   |  |  | Dino da Costa  | Botafogo    |
| 7   |  |  | Simões         | America-RJ  |
| 6   |  |  | Martín Alarcón | America-RJ  |
| 6   |  |  | Edmur          | Portuguesa  |
| 6   |  |  | Quincas        | Fluminense  |
| 5   |  |  | Cláudio        | Corinthians |
| 5   |  |  | Vasconcelos    | Santos      |
| 4   |  |  | Haroldo        | San Paolo   |
| 4   |  |  | Nardo          | Corinthians |
| 4   |  |  | Osvaldinho     | Portuguesa  |
| 4   |  |  | Tite           | Santos      |